# Équation du premier degré
Une équation du premier degré est une équation dans laquelle les puissances de l'inconnue ou des inconnues sont de degré 1 et 0 uniquement comme les problèmes de proportionnalité simple. Dans les cas les plus complexes, ce peut être une équation quelconque qui s'y ramène par des manipulations algébriques.
Par exemple :
- 13u – 8u = 3,6×5 ;
- 4a + 7 = 8 ;
- r + b×4 = 0 ;
- 3d + 5d – 7 – 11d = –4 ;
- x(d-1) = -x .

## Historique
La résolution des problèmes du premier degré a commencé par les algorithmes babyloniens et égyptiens, elle s'est poursuivie par les méthodes de fausse position au Moyen Âge ou de résolution directe par les Arabes puis par les méthodes modernes usant d'un symbolisme.

## Résolutions

### Fausse position simple
Le principe s'applique lorsqu'il y a proportionnalité dans le phénomène. Il consiste à faire une tentative (une position fausse) et à en déduire la solution.
Nous allons étudier cette méthode dans le cas du problème babylonien suivant :
« J'ai une pierre mais je ne l'ai pas pesée. Après avoir enlevé un septième de son poids, j'ai pesé le tout et j'ai trouvé : 1 ma-na (unité de masse). Quel était le poids de la pierre à l'origine ? »
On peut donner une valeur arbitraire (position fausse) au poids de la pierre, par exemple 7. Cette valeur n'est pas complètement donnée au hasard, elle est donnée par le calcul ci-dessous qui fait intervenir de manière simple 6, nombre simple à manipuler en numération sexagésimale babylonienne (en base 60).
Si la pierre pèse 7 ma-na, le septième de 7 étant 1, la pierre allégée pèse 6 ma-na, ce qui est 6 fois plus grand que la valeur cherchée (1 ma-na).
Pour que la pierre allégée pèse un ma-na, il faut donc prendre au départ une pierre 6 fois plus légère donc la solution est sept sixièmes : {\displaystyle {\frac {7}{6}}}.
Attention, cette méthode ne fonctionne que dans certains cas, par exemple si les inconnues sont d'un côté de l'égalité et les nombres connus de l'autre. Parmi les équations proposées dans l'introduction, seule la première est résoluble de cette manière.
Voici l'équation de ce problème, si l'on note p le poids de la pierre :
{\displaystyle p-{\frac {p}{7}}=1}.

### Fausse position double
Le principe de la double fausse position s'applique lorsqu'il n'y a pas proportionnalité dans le phénomène. Il consiste à faire deux tentatives (trouver deux positions fausses) et à en déduire la solution (ou position exacte). Il est préférable (comme en artillerie) de faire une proposition faible et une proposition forte.
Exemple : Dans ce troupeau de vaches, si l'on échange le tiers de ces bêtes contre ces 17 belles vaches, le nombre de vaches passe à 41.
- Première tentative faible : prendre 24 vaches. On en enlève le tiers. Il reste 16 vaches. On ajoute 17 vaches. Le troupeau contient alors 33 vaches donc 8 de moins que ce que l'on souhaite.
- Seconde tentative forte : prendre 45 vaches. On en enlève le tiers. Il reste 30 vaches. On ajoute 17 vaches. Le troupeau contient alors 47 vaches soit 6 vaches de trop.

Le nombre exact de vaches est alors une moyenne des deux tentatives pondérées par les erreurs commises. Bref, le nombre de vaches est {\displaystyle {\frac {24\times 6+45\times 8}{6+8}}=36}

#### Explication mathématique
Voici une tentative d'explication sans faire intervenir de calcul algébrique.
Dans ce problème-ci, on travaille sur un phénomène affine : il n'y a pas de proportionnalité entre le nombre de vaches au départ et le nombre de vaches à l'arrivée mais il y a toujours proportionnalité entre le nombre de vaches ajoutées au départ et le nombre de vaches en plus à l'arrivée : 
- si au départ on prend 3 vaches, à l'arrivée on en a 19 ;
- si au départ on prend 24 vaches (21 de plus) à l'arrivée on en a 33 (14 de plus) ;
- si au départ on prend 45 vaches (42 de plus), à l'arrivée on en a 47 (28 de plus).

On peut donc construire un tableau de proportionnalité en comptant le nombre de vaches en plus par rapport au cas de la première fausse position, dans le cas de la position exacte et de la seconde fausse position.
| Position       | Départ  | Arrivée |
| exacte         | ?       | 8       |
| seconde fausse | 45 – 24 | 14      |

La règle de la quatrième proportionnelle donne pour le nombre de vaches à ajouter à 24 : 
{\displaystyle {\frac {8\times (45-24)}{14}}}
c'est-à-dire un nombre total de vaches de 
{\displaystyle {\frac {8\times 45+6\times 24}{14}}}.
On peut admirer le mérite des Indiens et des Chinois, capables de concevoir et appliquer cette méthode sans l'aide de l'algèbre. On peut aussi admirer l'efficacité de l'écriture algébrique qui va rendre ce problème extrêmement simple à résoudre :
Il s'agit de résoudre l'équation x – x/3 + 17 = 41. Cette équation est successivement équivalente à 
{\displaystyle {\frac {2x}{3}}+17=41}
{\displaystyle {\frac {2x}{3}}=24} on a enlevé 17 aux deux membres de l'équation
{\displaystyle x=24\times {\frac {3}{2}}=36} on a multiplié les deux membres par 3/2
Le nombre initial de vaches est donc 36.

### Résolution générale
Les équations du premier degré peuvent se ramener à une équation du type 
.
Il existe alors 3 cas de figure :
- Si {\displaystyle a\neq 0} la solution de l'équation {\displaystyle ax=b} est en fait la définition du quotient, soit {\displaystyle x={\frac {b}{a}}}.
- Si {\displaystyle a=0} et {\displaystyle b\neq 0}, l'égalité n'a aucune chance de se produire et l'équation n'admet alors aucune solution. L'ensemble des solutions est alors vide.
- Si {\displaystyle a=0} et {\displaystyle b=0} alors l'égalité est vraie quelle que soit la valeur de l'inconnue. L'équation admet alors pour ensemble de solution l'ensemble de tous les nombres sur lequel on travaille.

rem: Ces trois distinctions sont valables quand on cherche à résoudre l'équation dans l'ensemble des réels, des rationnels ou des complexes. Quand on cherche à résoudre l'équation dans l'ensemble des entiers, il est possible que la solution proposée b/a ne soit pas entière, on dira alors que l'ensemble des solutions est vide. Enfin, si l'on sort de ces ensembles, il existe d'autres distinctions (anneau non intègre) qui sortent du cadre des mathématiques élémentaires.
On ramène parfois les équations du premier degré à la forme suivante :
Dans ce cas, l'équation admet une unique solution égale à {\displaystyle -{\frac {b}{a}}} si et seulement si {\displaystyle a\neq 0}.

#### Quelques exemples
1) Les places à ce spectacle coûtent 12 euros, le groupe doit payer 156 euros. Combien y a-t-il de personnes dans le groupe ?
Il s'agit de résoudre dans N l'équation 12x = 156 où x représente le nombre de personnes du groupe.
Solution x = 156/12 = 13. Il y a donc 13 personnes dans le groupe.
2) Les places à ce spectacle coûtent 12 euros, le groupe doit payer 206 euros. Combien y a-t-il de personnes dans le groupe ?
Il s'agit de résoudre dans N l'équation 12x = 206 où x représente le nombre de personnes du groupe.
Solution x = 206/12 = 17,166.... Ce n'est pas un nombre entier, le problème ne possède pas de solution, le caissier a dû faire une erreur.
3) On cherche à résoudre dans R, l'équation 2x – 2 = 5x – (5 + x).
Les règles de somme et de différence permettent de dire que cette équation est équivalente successivement aux équations suivantes :
2x - 2 = 4x – 5
2x + 3 = 4x on a ajouté 5 aux deux membres de l'équation
3 = 2x on a retranché 2x aux deux membres de l'équation
2x = 3 l'égalité peut se lire dans les deux sens
x = 3/2 c'est le fameux b/a de la règle générale
La solution de l'équation est alors 3/2.
4) On cherche à résoudre dans R, l'équation 2x – 2 = 3x – (5 + x).
Les règles de somme et de différence permettent de dire que cette équation est équivalente successivement aux équations suivantes :
2x – 2 = 2x – 5
–2 = –5  on a retranché 2x aux deux membres de l'équation
Il n'est pas possible que –2 soit égal à –5 donc l'équation n'admet aucune solution.
5) On cherche à résoudre dans R, l'équation 2x – 5 = 3x – (5 + x).
Une simplification du membre de droite conduit à :
2x – 5 = 2x – 5.
Cette égalité est toujours vraie et ne dépend pas de la valeur de x. L'ensemble des solutions est l'ensemble R.

#### Cas de proportionnalité
Les équations {\displaystyle {\frac {x}{a}}=b} ou {\displaystyle {\frac {a}{x}}=b} sont des cas de proportionnalité à connaître. 
La solution de la première équation est {\displaystyle x=a\times b} pour a non nul.
La solution de la seconde équation est {\displaystyle x={\frac {a}{b}}} à condition que a et b soient non nuls.